# Рамона и Бизус
Рамона и Бизус (енгл. Ramona and Beezus) амерички је породични авантуристичко-хумористички филм из 2010. године. Темељи се на серији романа Рамона, ауторке Беверли Клири. Редитељка филма је Елизабет Ален, по сценарију Лори Крејг и Ника Пустаја. Продуценте чине Дениз Динови и Алисон Гринспан, док је музику компоновао Марк Мазерсбо. Главне улоге глуме Џои Кинг, Селена Гомез, Џон Корбет, Бриџет Мојнахан, Џинифер Гудвин, Џош Думел и Сандра Оу. Иако је назив филма изведен из назива романа Бизус и Рамона, прве књиге Клиријеве о Рамони, радња је углавном темељена на наставцима, Рамона заувек и Рамонин свет. Fox 2000 Pictures је објавио филм 23. јула 2010. године. Добио је углавном позитивне критике и зарадио 27 милиона долара.

## Радња
Рамона (Џои Кинг) је толико маштовита да често долази у сукоб са својом наставницом (Сандра Оу). Када Рамонин отац (Џон Корбет) остане без посла, породица, укључујући њену сестру тинејџерку (Селена Гомез) и њену увек практичну мајку (Бриџет Мојнахан), мора да се прилагоди новој ситуацији. Њен отац, на пример, мора да научи како да управља домаћинством. Рамона сања о многобројним начинима да заради новац да би могла да спаси њихову кућу, али су сви у породици презаузети да би јој помогли, па се она окреће јединој особи која увек има времена за њу, тетки Беи (Џинифер Гудвин). Али и тетка Беа је растројена, јер њен бивши момак и први комшија Квимбијевих, Хобарт, жели да му се Беа врати.

## Улоге
| Глумац          | Улога                     |
| --------------- | ------------------------- |
| Џои Кинг        | Рамона Џералдина Квимби   |
| Селена Гомез    | Беатрис Ен „Бизус” Квимби |
| Хач Дејно       | Хенри Хагинс              |
| Џинифер Гудвин  | тетка Беатрис „Беа”       |
| Џон Корбет      | Роберт Квимби             |
| Бриџет Мојнахан | Дороти Квимби             |
| Џош Думел       | Хобарт                    |
| Џејсон Спевак   | Хауи Кемп                 |
| Сандра Оу       | гђа Мичам                 |